# Stillorgan
Stillorgan (irl. Stigh Lorcáin) – przedmieście Dublina, stolicy Irlandii, leżące w hrabstwie Dún Laoghaire-Rathdown, liczy 19 840 mieszkańców (2006).